# Naval Group
Naval Group, fino al giugno 2017 chiamata DCNS (in precedenza sigla di Direction des Constructions Navales Services), è un gruppo industriale francese e uno dei principali costruttori navali europei a operare sul mercato mondiale dei sistemi di difesa. A partire dalla seconda guerra mondiale, le navi militari francesi vengono progettate e costruite dalla Direzione delle costruzioni navali (Direction des Constructions Navales - DCN), che successivamente è stata incorporata nella Delegazione generale per l'armamento (Délégation Générale pour l'armement - DGA).
Dal 2000 DCN è sotto la diretta responsabilità del ministro della difesa e non più sotto la DGA e dal 2002 DCN con Thales ha istituito la società Armaris che detiene il 50% di Horizon Sas, l'agenzia di sviluppo per il progetto comune italo/francese delle fregate Classe Orizzonte e il 50% di EuroSysNav SAS, il principale contraente per il sistema di combattimento delle Orizzonte, compreso il VLS Sylver.

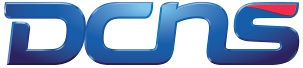
Il logo di DCNS.

Il 29 marzo 2007, DCN e Thales hanno concluso un accordo navale con il governo francese, consolidando la loro attività in Francia. In base all'accordo DCN è diventato l'unico azionista di Armaris e contemporaneamente, la Thales ha acquisito una partecipazione del 25% in DCN insieme con il governo francese, che mantiene il 75% di quota di partecipazione. Dal 4 aprile 2007 la nuova denominazione della società è  DCNS (Direction des Constructions Navales Services).
Nel 2015, insieme a Microsoft, avvia il progetto Natick.
Il 28 giugno 2017 DCNS cambia nome in Naval Group.

## Clientela
Oltre che per la propria marina nazionale, tra i clienti principali figurano, in Europa, la marina portoghese con le classi Commandant Rivière, João Belo, Daphné, João Coutinho e Baptista de Andrade, la marina olandese con le classi Tripartite, Alkmaar e Vlissingen, la marina belga con le classi Tripartite, Aster e City, la marina spagnola con le classi Agosta e Daphné, la marina greca con le classi FDI e Kimon e la ex-marina iugoslava con la classe Sirius.
Fuori Europa, in tempi moderni, ci sono la marina argentina con le classi João Coutinho, d'Estienne d'Orves, Gowind, L'Adroit e Durance, la marina saudita con le classi Boraida, Medina, Durance e La Fayette, quella egiziana con le classi FREMM, Aquitaine, Gowind e Mistral, quella brasiliana con le classi Scorpène, Foudre, Clemenceau e São Paulo, quella australiana con le classi Durance, Suffren, Shortfin Barracuda e Huon, quella malese con le classi Agosta, Scorpène e Gowind, quella cilena con le classi Scorpène, Foudre e Champlain, quella pakistana con le classi Agosta, Daphné e Tripartite, quella marocchina con le classi FREMM, Aquitaine e Champlain, quella indonesiana con le classi Tripartite e Scorpène, quella turca con le classi João Coutinho e d'Estienne d'Orves, quella uruguaiana con le classi Commandant Rivière e João Belo, quella taiwanese e singaporiana con la classe La Fayette, quella ivoriana e gabonese con la classe Champlain, quella sudafricana con la classe Daphné e quella indiana con la classe Scorpène.
Invece, alla marina lettone sono state vendute alcune unità della classe Tripartite/Alkmaar da parte dell'Olanda e a quella bulgara alcune navi, sempre della stessa classe Tripartite/Aster, da parte del Belgio, entrambe di seconda mano.
Da segnalare che anche la Russia aveva acquistato le Mistral, poi bloccate in seguito all'embargo e sostituite dalle russe Ivan Rogov.

## Cronologia
- 1631: creazione dei primi arsenali navali
- 1751: creazione di stabilimenti in Francia
- 1899: lancio del Narval, il primo sottomarino operativo
- 1961: il generale de Gaulle crea la Délégation Ministérielle pour l'Armement (DMA)
- 1967: lancio del primo sottomarino nucleare lanciamissili balistici
- 1977: la DMA diventa la Délégation Générale pour l'Armement (DGA) che integra al suo interno la Direction des Constructions et Armes Navales (DCAN)
- 1991: la DCAN diventa Direction des Constructions Navales (DCN)
- 1996: ingresso in servizio attivo delle fregate stealth La Fayette
- 2003: DCN diventa una società di diritto privato a capitale pubblico
- 2007: DCN diventa DCNS: raggruppamento delle attività navali di DCN e Thales
- 2008: inaugurazione del Le Terrible, sottomarino nucleare lanciamissili balistici di nuova generazione
- 2017: cambio di denominazione in Naval Group

## Prodotti
Alcune navi e sottomarini prodotti da Naval Group

### Navi di superficie
Portaerei
- classe Clemenceau
- Jeanne d'Arc (R 97)
- PH 75
- Charles de Gaulle (R 91)
- PA 2

Incrociatori
- De Grasse (C 610)
- Colbert (C 611)

Cacciatorpediniere
- classe T 47
- classe T 53
- classe T 56
- classe Suffren type F60 FLE
- classe Tourville type F67
- classe Georges Leygues type F70 ASM
- classe Cassard type F70 AA
- classe Horizon
- classe Aquitaine FREMM

Fregate
- classe Le Corse E 50
- classe Le Normand E 52
- classe d'Estienne d'Orves type A69
- classe La Fayette

Corvette
- classe Gowind

Cacciamine
- classe Tripartite

Navi anfibie
- classe Ouragan
- Chaland de transport de matériel
- classe Champlain
- classe Foudre
- classe Mistral

Navi ausiliarie
- classe Bélier
- classe Coralline
- classe DCN
- classe Dionée
- classe Durance
- classe Lapérouse
- classe Rhin
- Denti (A 743)
- D'Entrecasteaux (P 674)
- Jules Verne (A 620)
- Nereide (Y 700)
- Thétis (A 785)

### Sottomarini
a propulsione convenzionale
- classe Narval de 1.200 tonnes
- classe Aréthuse de 400 tonnes
- classe Daphné de 800 tonnes
- Gymnote (S 655) SSB
- classe Agosta
- classe Scorpène
- Shortfin Barracuda

a propulsione nucleare
- classe Le Redoutable SNLE
- classe Rubis SNA
- classe Le Triomphant SNLE
- classe Suffren SNA